# R Единорога
R Единорога (лат. R Monocerotis) — очень молодая двойная звезда в созвездии Единорога. Видимая звёздная величина меняется от 10 до 12, спектральный класс звезды B8IIIe.

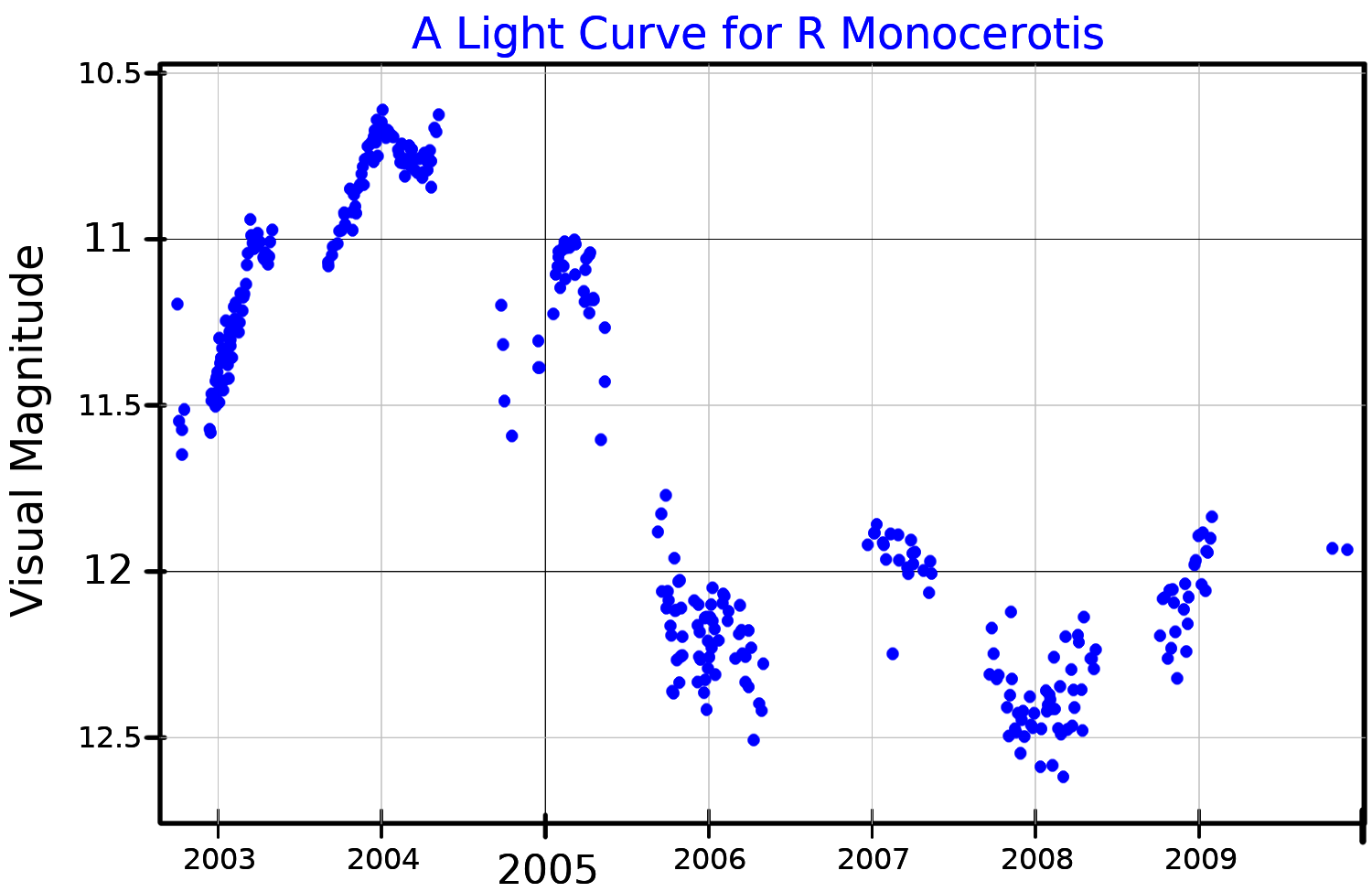
Кривая блеска в видимой части спектра, данные ASAS

Это массивная звезда Ae/Be Хербига, на стадии до главной последовательности, окружённая околозвёздным диском из газа и пыли. Масса диска составляет 0.007 массы Солнца, границы диска удалены от звезды на 150 а.е. Из-за наличия пыли звезда недоступна для прямых визуальных наблюдений, но может наблюдаться в инфракрасном диапазоне спектра. R Mon до сих пор находится на аккреционной стадии звездообразования, с двух сторон от звезды наблюдаются истечения вещества, непрозрачные в оптическом диапазоне и обладающие скоростью 9 км/с. Истечение с северной стороны движется в сторону Солнца, спектральные линии смещены в синюю сторону. Также наблюдается звезда-компаньон типа T Тельца на угловом расстоянии 0,69 угловой секунды.
Система находится в диффузной туманности, называемой переменной туманностью Хаббла (NGC 2261), подсвечиваемой коническим пучком света от главной звезды.